# 32570 Перуіндіана
32570 Перуіндіана (32570 Peruindiana) — астероїд головного поясу, відкритий 20 серпня 2001 року.
Тіссеранів параметр щодо Юпітера — 3,356.